# 安德里亚·盖里奇
安德里亚·盖里奇（羅馬化：Andrija Gerić，1977年1月24日—），塞尔维亚男子排球运动员。他曾代表南联盟、塞尔维亚和黑山、塞尔维亚参加1996年、2000年、2004年和2008年夏季奥林匹克运动会排球比赛，获得一枚金牌和一枚铜牌。